# TéléTOON+
TéléTOON+ (dawniej Télétoon) – francuskojęzyczna stacja telewizyjna dla dzieci i młodzieży, dostępny na platformie cyfrowej Canalsat. Na antenie kanału można zobaczyć głównie seriale animowane, ale również anime. Program rozpoczął nadawanie 16 grudnia 1996 roku i jest emitowany 7 dni w tygodniu.
Kanał ten jest francuskim odpowiednikiem polskiej stacji teleTOON+ powstałej 1 października 2011 roku na miejsce kanału ZigZap.

## Programy nadawane w TéléTOON+ France

### Wybrane kreskówki
- Albert, piąty muszkieter
- Angelo rządzi
- Atomowa Betty
- Danny Phantom
- Dolina Koni
- Jakub Jakub
- Kapitan Biceps
- Klub Winx
- Mali wszechmocni
- Nowe przygody Lucky Luke’a
- Oggy i karaluchy
- Sherlock Jak